# جين واتانابي
جين واتانابي (باليابانية: 渡辺仁؛ بالكانا: わたなべ じん) هو مهندس معماري ياباني، ولد في 16 فبراير 1887 في طوكيو في اليابان، وتوفي في 5 سبتمبر 1973.